# Megalagrion nesiotes
Megalagrion nesiotes är en trollsländeart som först beskrevs av Robert Cyril Layton Perkins 1899.
Megalagrion nesiotes ingår i släktet Megalagrion och familjen dammflicksländor. IUCN kategoriserar arten globalt som akut hotad. Inga underarter finns listade i Catalogue of Life.

## Bildgalleri

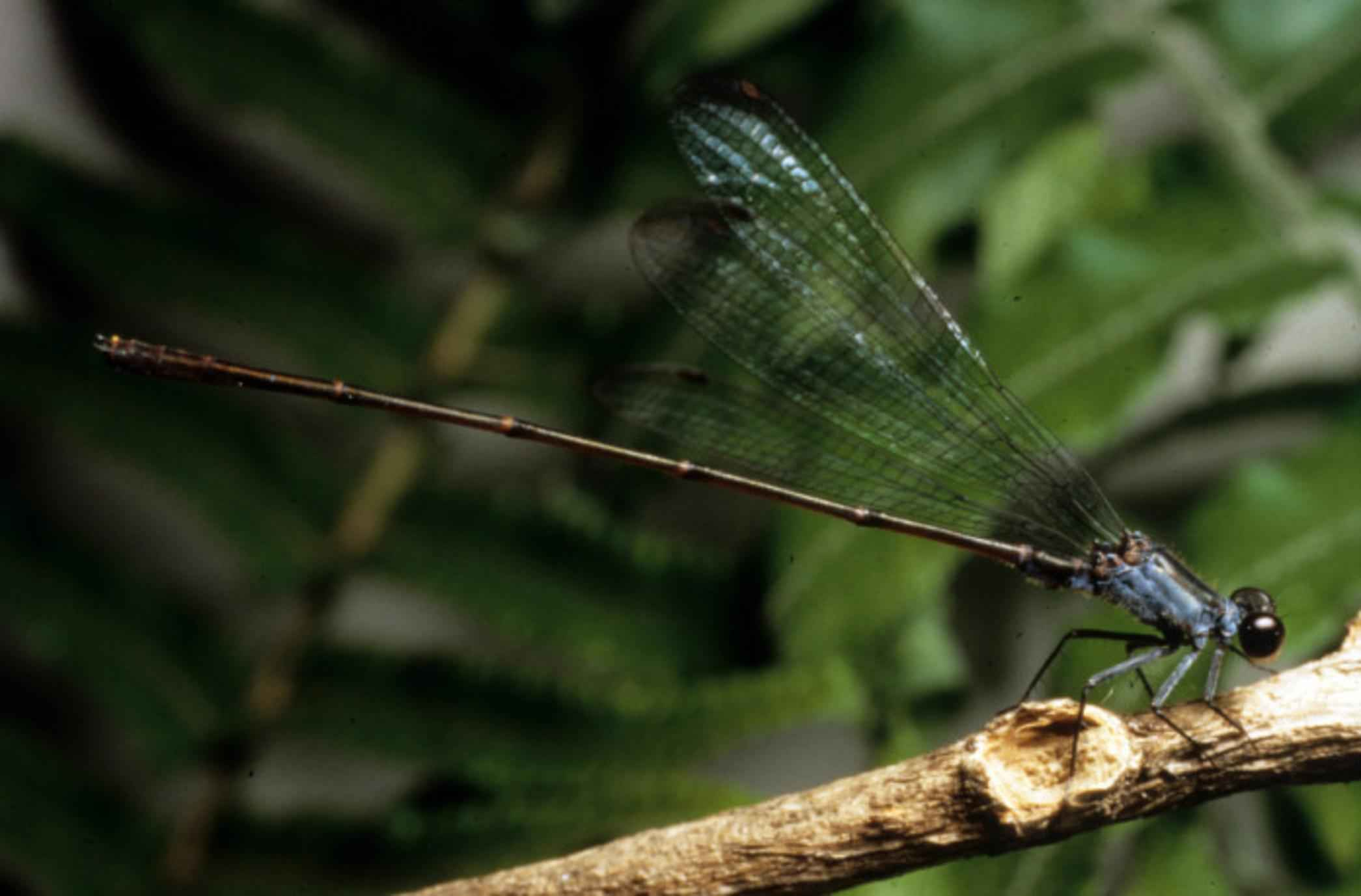